# Orthogeomys cavator
Espèce
Statut de conservation UICN

 LC  : Préoccupation mineure
Orthogeomys cavator est une espèce de rongeurs de la famille des géomyidés. Une famille de petits mammifères appelés gaufres ou rats à poche, c'est-à-dire à larges abajoues.
L'espèce a été décrite pour la première fois en 1902 par le zoologiste américain Outram Bangs (1863-1932).

## Répartition
Cette espèce est présente au Panama et au Costa Rica.